# Calonectria leucothoës
Calonectria leucothoës är en svampart som först beskrevs av El-Gholl, Leahy & T.S. Schub., och fick sitt nu gällande namn av L. Lombard, M.J. Wingf. & Crous 20 10. Calonectria leucothoës ingår i släktet Calonectria och familjen Nectriaceae.   Inga underarter finns listade i Catalogue of Life.